# 노벰버 크리미널즈
《노벰버 크리미널즈》(영어: November Criminals)는 2017년에 개봉한 미국의 범죄 드라마 영화이다.

## 출연진
- 앤설 엘고트 - 애디슨 “애디” 섁트 역
- 클로이 그레이스 머레츠 - 피비 역
- 데이비드 스트러세언 - 시오 섁트 역
- 캐서린 키너 - 피오나 역
- 테리 키니 - 칼스탯 교장 역
- 코리 하드릭트 - D. 캐시 역
- 대니 플레어티 - 노엘 역
- 빅터 윌리엄스 - 브로더스 씨 역
- 테사 앨버트슨 - 앨릭스 파우스트너 역

## 시청 등급
- 대한민국: 15세이상 관람가
- 미국: PG-13